# عبور
عبور فیلمی به کارگردانی و نویسندگی کمال تبریزی محصول سال ۶۷-۱۳۶۶ است.

## خلاصه داستان
محسن محامدی، مسئول فرهنگی یک اداره دولتی پس از شش سال جدایی از دوستش «حسن سلطانی» در پی او به جبهه می‌رود. جدایی چند ساله، بین آن دو شکاف فرهنگی به وجود آورده است اما در جبهه روحیهٔ محامدی تغییر می‌کند. در یک عملیات گشت و شناسایی همرزمان او از پا در می‌آیند و محامدی اطلاعات به دست آمده را به فرماندهان خود می‌رساند.

## بازیگران
- سید علی‌اکبر اورعی
- عبدالرضا آشتیانی
- علی جلیلی باله
- محسن عظیمی نیا
- محمدهادی قمشی
- نریمان شیری فرد
- یوسف رضا رئیسی
- حسین نیکخواه
- زهره زارعی